# Stan Stearns
Stanley Frank „Stan“ Stearns (11. května 1935 – 2. března 2012) byl americký fotograf, který zachytil ikonický obraz tříletého Johna F. Kennedyho juniora, jak salutuje u rakve svého otce, amerického prezidenta Johna F. Kennedyho, během jeho pohřbu.

## Životopis
Stearns se narodil 11. května 1935 v Annapolis ve státě Maryland. Čtyři roky strávil v letectvu Spojených států jako fotograf pro armádní list Stars and Stripes, než se v roce 1958 připojil k United Press International. Stanley Stearns dokumentoval konec Eisenhowerovy administrativy, Kennedyho pohřeb a prezidentské období Lyndona Johnsona a Richarda Nixona. Jeho snímek pozdravu Johna-Johna je jednou z nejvíce publikovaných fotografií na světě a byl hlavním adeptem na Pulitzerovu cenu za fotografii v roce 1964, ale cenu získala fotografie Jacka Rubyho, který střílí na Kennedyho vraha, Lee Harveyho Oswalda. V roce 1969 byl Stearns zvolen prezidentem Svazu fotografů zpravodajských služeb Bílého domu a byl hostitelem večeře pro prezidenta Nixona a viceprezidenta Agnewa.
Poté, co na konci roku 1970 opustil UPI, se vrátil do svého rodného města v Annapolis a otevřel fotografické studio v centru. Portrétoval mnoho známých osobností a politiků i významných místních obyvatel až do svých posledních dnů. Jeho stávající klienty a archivy nyní spravuje jeho přítel a annapolský kolega fotograf David Anderson.